# Перес, Эрнан
Эрна́н Арсе́нио Пе́рес Гонса́лес (исп. Hernán Arsenio Pérez González; 25 февраля 1989, Фернандо-де-ла-Мора, Парагвай) — парагвайский футболист, полузащитник клуба «Аль-Ахли» (Доха) и сборной Парагвая.

## Карьера

### Клубная
Начал свою карьеру в клубе «Такуари», дебютировав за его основной состав в 2005 году в возрасте 16 лет, но постоянно выступать за клуб начал с 2007 года. В начале 2008 года Перес мог перейти в «Спортинг», но оказался в клубе «Либертад». За этот клуб из-за травмы Перес успел сыграть только один матч. В июле 2009 года игрок перешёл в испанский «Вильярреал», подписав контракт на пять лет. Первые два сезона игрок выступал за резервную команду, «Вильярреал Б», но из-за успехов в матчах за сборную и кадровых проблем клуба игрок был заявлен на сезон 2011/12 как игрок первой команды. За основной состав клуба игрок дебютировал до официального перевода в основную команду, 14 апреля 2011 в матче Лиги Европы против «Твенте», отметившись голевым пасом. 1 октября 2011 дебютировал в Ла Лиге, выйдя на замену в матче против «Сарагосы», и отметился первым голом за клуб.

### В сборной
В составе молодёжной сборной Парагвая в 2009 году принимал участие в молодёжном чемпионате Южной Америки по футболу в Венесуэле, где забил пять голов в семи матчах, став лучшим бомбардиром, а его команда дошла до финала, где уступила бразильцам. После этого турнира Перес был назван одним из самых талантливых парагвайских игроков, а уругвайская газета El Pais назвала Переса лучшим игроков турнира. В том же году игрок принял участие и в молодёжном чемпионате мира 2009.
В сборной Парагвая игрок дебютировал 31 марта 2010 года в товарищеском матче против сборной ЮАР. Принимал участие в кубке Америки 2011, где сборная Парагвая заняла второе место, выйдя на поле в двух матчах, включая финальный со сборной Уругвая.

## Титулы и достижения
- Чемпион Греции: 2013/14